# Hvítanes
Hvítanes is een dorp dat behoort tot de gemeente Tórshavnar kommuna in het oosten van het eiland Streymoy op de Faeröer. Hvítanes heeft 99 inwoners. De postcode is FO 187. Het dorp werd gesticht in het jaar 1837.